# ماسکیتو لیک، آلاسکا
ماسکیتو لیک (به انگلیسی: Mosquito Lake) شهری در بخش هینز ایالت آلاسکا است که جمعیت آن در سرشماری سال ۲۰۰۰ میلادی ۲۲۱ نفر بوده‌است.